# Championnats du monde de cyclisme sur piste 1947
Navigation
Zurich 1946 Amsterdam 1948
Les Championnats du monde de cyclisme sur piste 1947 ont eu lieu du 26 juillet au 3 août à Paris, en France.

## Résultats

### Podiums professionnels
| Compétition | Or                    | Argent                       | Bronze                     |
| ----------- | --------------------- | ---------------------------- | -------------------------- |
| Vitesse     | Jef Scherens Belgique | Louis Gérardin France        | Georges Senfftleben France |
| Poursuite   | Fausto Coppi Italie   | Antonio Bevilacqua Italie    | Hugo Koblet Suisse         |
| Demi-fond   | Raoul Lesueur France  | Jean-Jacques Lamboley France | Jan Pronk Pays-Bas         |

### Podiums amateurs
| Compétition | Or                          | Argent                   | Bronze                 |
| ----------- | --------------------------- | ------------------------ | ---------------------- |
| Vitesse     | Reginald Harris Royaume-Uni | Cornelis Byster Pays-Bas | Henri Sensever France  |
| Poursuite   | Arnaldo Benfenati Italie    | Atilio François Uruguay  | Knud Andersen Danemark |

## Tableau des médailles
| Rang | Nation          | Or | Argent | Bronze | Total |
| ---- | --------------- | -- | ------ | ------ | ----- |
| 1    | Italie          | 2  | 1      | 0      | 3     |
| 2    | France          | 1  | 2      | 2      | 5     |
| 3    | Belgique        | 1  | 0      | 0      | 1     |
| -    | Grande-Bretagne | 1  | 0      | 0      | 1     |
| 5    | Pays-Bas        | 0  | 1      | 1      | 2     |
| 6    | Uruguay         | 0  | 1      | 0      | 1     |
| 7    | Danemark        | 0  | 0      | 1      | 1     |
| -    | Suisse          | 0  | 0      | 1      | 1     |

## Liste des engagés

### Vitesse professionnels
- France : Georges Senfftleben, Louis Géradin, Guy Claisy, remplaçants : Vigué, André De Gelas, Pierre Iacoponelli[2]

### Demi-fond
- France : Jean-Jacques Lamboley, Henri Lemoine, remplaçants : Raoul Lesueur, Louis Chaillot[2]
- Suisse : Jacques Besson

### Poursuite
- France : Émile Carrara, Roger Rioland[2]

### Vitesse amateurs
- France : René Faye, Honorat, Jacques Lanners, André Rioval, Henri Sensever , Vidal[2]

### Poursuite amateurs
- France : Adam, Coste, Guillemet, Roger Queugnet[2]